# Ернест Бевін

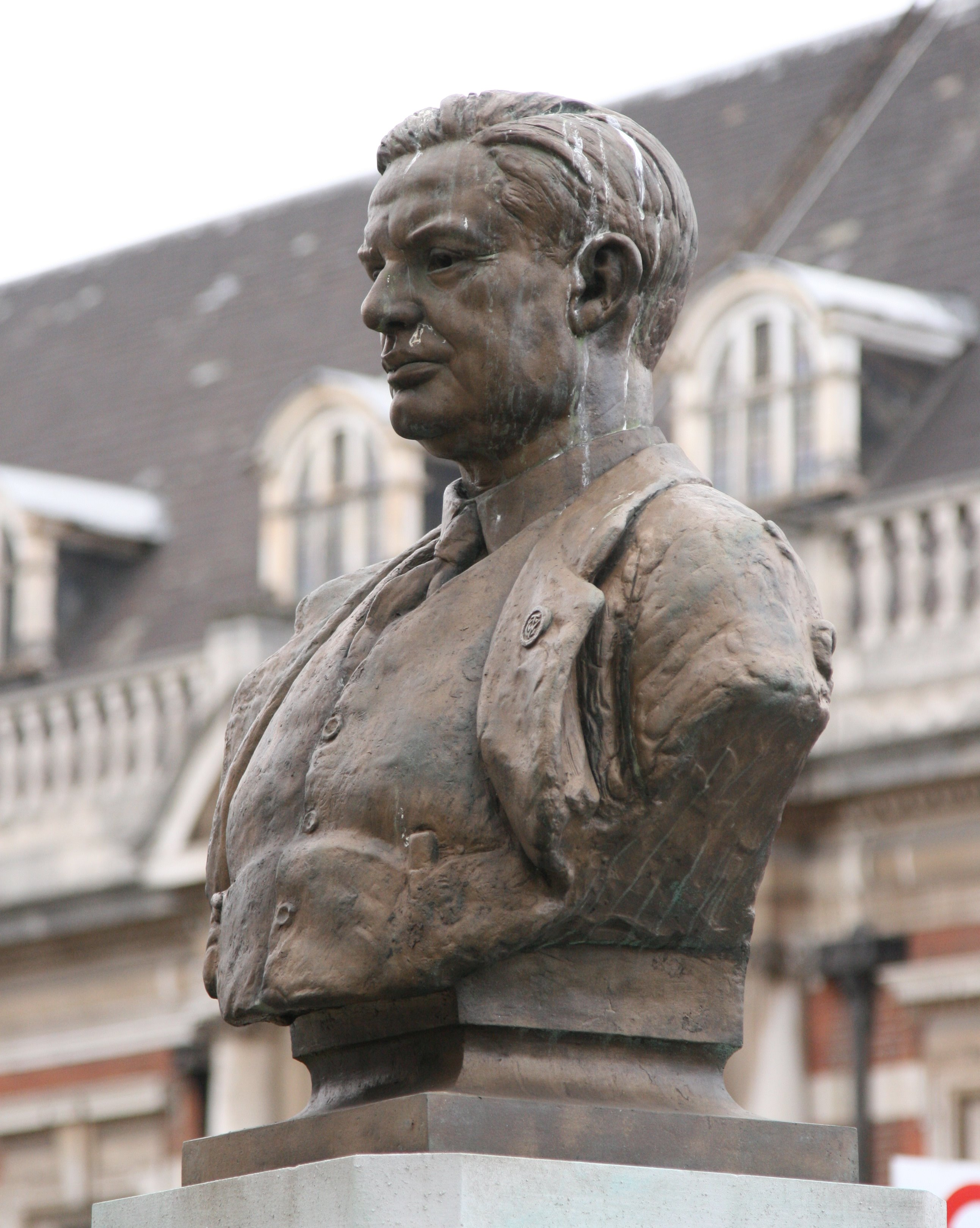
Бюст Ернеста Бевана

Ерне́ст Бе́він (англ. Ernest Bevin; 9 березня 1881 — 14 квітня 1951) — британський політичний і державний діяч, один з правих лідерів тред-юніонів і лейбористської партії.
З 1921 — генеральний секретар Спілки транспортних робітників.
1940—45 — міністр праці в коаліційному уряді Черчилля. Як міністр закордонних справ (1945—1951) Бевін проводив політику збереження Британської колоніальної імперії, був одним з організаторів НАТО та інших військово-політичних блоків.